# (40441) Jungmann
(40441) Jungmann est un astéroïde de la ceinture principale.

## Description
(40441) Jungmann est un astéroïde de la ceinture principale. Il fut découvert le 11 septembre 1999 à l'Observatoire d'Ondřejov par Petr Pravec et Peter Kušnirák. Il présente une orbite caractérisée par un demi-grand axe de 2,54 UA, une excentricité de 0,26 et une inclinaison de 6,9° par rapport à l'écliptique.

## Compléments